# 구로사키정 (후쿠오카현)
구로사키정(黒崎町)은 일본 후쿠오카현 온가군에 설치되었던 정이다. 현재의 기타큐슈시 야하타니시구 북동부에 해당한다.